# Hemistola veneta
Hemistola veneta là một loài bướm đêm trong họ Geometridae.